# Muzeum Karkonoskie w Jeleniej Górze
Muzeum Karkonoskie – placówka wystawienniczo-edukacyjna z siedzibą główną w Jeleniej Górze prezentująca wiedzę o rejonie karkonosko-izerskim i o Kotlinie Jeleniogórskiej.
Zakres działalności muzeum obejmuje gromadzenie i udostępnianie zbiorów szczególnie związanych z Jelenią Górą, Kotliną Jeleniogórską, Karkonoszami i Górami Izerskimi w zakresie archeologii, etnografii, historii i sztuki, a także prowadzenia badań naukowych i działalności edukacyjnej w ww. tematykach. Placówkę prowadzi samorząd województwa dolnośląskiego.
Muzeum w Jeleniej Górze stworzyło w oparciu o zbiory swoich członków niemieckie Towarzystwo Karkonoskie w roku 1889. Organizacja ta prowadziła muzeum do 1945. Początkowo znajdowało się przy obecnej ul. 1 Maja, a w 1902 przeniesiono je na ul. Szkolną. W roku 1914 muzeum otrzymało nowo wybudowany piętrowy budynek przy Kaiser Wilhelm Strasse (dziś Jana Matejki 28), dzieło architekta Carla Grossera. Jest on główną siedzibą placówki do dziś. Pierwszym kustoszem i dyrektorem muzeum był Hugo Seydel, pełniąc te funkcje do 1932 r. Ekspozycja w nowej siedzibie obejmowała zbiory rzemiosła, w tym tkackiego i szklarskiego, kolekcje oręża i sztuki sakralnej, przyrodnicze, galerię obrazów, ponadto rekonstrukcję salonu mieszczańskiego z wystrojem, a na podwórzu wiejską chatę wraz z wyposażeniem. Przy muzeum urządzono ogród z roślinnością karkonoską.
Po przejściu Dolnego Śląska w granice Polski w 1945, zmieniono nazwę placówki na Muzeum Miejskie im. Jana Matejki, w 1949 na Muzeum Regionalne, a w 1975 na Muzeum Okręgowe, jednak do 1948 włącznie i w latach 1950–1952 nie udostępniano zbiorów publiczności, powiększając jednocześnie zbiory o eksponaty z różnych muzeów i instytucji regionu zachodniosudeckiego. Od 1953 muzeum prowadzi stałą działalność ekspozycyjno-wystawienniczą. Począwszy od 1964 placówka zaczęła się specjalizować w zbiorach artystycznych wyrobów szklanych, a podstawą tej kolekcji stają się eksponaty z Huty Szkła „Julia” z pobliskich Piechowic. W 2001 r. placówka otrzymała współcześnie obowiązującą nazwę – Muzeum Karkonoskie w Jeleniej Górze, a w latach 2009–2011 budynek główny przeszedł remont.
Oprócz głównej siedziby, muzeum ma trzy oddziały:
- Dom Carla i Gerharta Hauptmannów w Szklarskiej Porębie (ul. 11 Listopada, nr 23) (od 1995)
- Muzeum Zamek Bolków (ul. Zamkowa 1) (od 1977)
- Muzeum Historii i Militariów w Jeleniej Górze (ul. Sudecka 81)
- Muzeum Walki i Pracy w Cieplicach (od 1980; zlikwidowany)[2]

Muzeum posiada działy: archeologii, etnografii, historii, sztuki, szkła artystycznego im. Mieczysława Buczyńskiego i działy obsługujące, a także bibliotekę

## Dyrektorzy muzeum[2]
- Carl Grosser (1889–1932)
- Heinrich Meuß (1932–1945)
- 1945–1948 – kolejno: Borys Borkowski, Karol Dąbrowski, Zygmunt Wereszczyński
- Stefan Górka (1948–1950)
- Jadwiga Bielska
- Zbisław Michniewicz
- Henryk Szymczak (1968–1982)
- Barbara Rymaszewska
- Stanisław Firszt (1987–2008)
- Gabriela Zawiła